# Chùa Tự Lạc
Chùa Tự Lạc, tên chữ Thái An tự, nằm ở xóm 11 xã Thọ Nghiệp, Xuân Trường, Nam Định.
Trong thời kỳ cách mạng và kháng chiến chống Pháp, chùa là nơi nuôi giấu cán bộ cộng sản và in ấn tài liệu. Tại chùa có nhà sư Thích Thanh Điến đã tích cực vận động phật tử ủng hộ phong trào cách mạng và phong trào kháng chiến chống thực dân Pháp. Chùa là nơi thành lập chi bộ Đảng Cộng sản đầu tiên của 3 huyện Xuân Trường, Hải Hậu và Giao Thủy.
Lễ hội đền chùa Tự Lạc được tổ chức hàng năm vào ngày kỵ của đức Triệu Việt Vương - ngày 13 tháng 8 âm lịch.
Ngày 26 tháng 2 năm 2003, chùa Tự Lạc được công nhận là Di tích lịch sử văn hóa.